# Rhopus sanguineus
Rhopus sanguineus är en stekelart som först beskrevs av Timberlake 1920.  Rhopus sanguineus ingår i släktet Rhopus och familjen sköldlussteklar. Inga underarter finns listade i Catalogue of Life.